# Certiores effecti
Certiores Effecti  è una enciclica di papa Benedetto XIV, datata 13 novembre 1742, e scritta all'Episcopato italiano, nella quale il Pontefice, avvalendosi delle disposizioni del Concilio di Trento, ricorda che i sacerdoti che celebrano la Messa non sono tenuti, in certe situazioni, a somministrare l'Eucaristia ai fedeli.

## Fonte
- Tutte le encicliche e i principali documenti pontifici emanati dal 1740. 250 anni di storia visti dalla Santa Sede, a cura di Ugo Bellocci. Vol. I: Benedetto XIV (1740-1758), Libreria Editrice Vaticana, Città del Vaticano 1993